# Joshua Cox
Joshua Cox (Warren, ...) è un giocatore di football americano statunitense che gioca nel ruolo di defensive back per i Panasonic Impulse.